# أيمن حجاج
أيمن عبدالفتاح حجاج (1973-19 أغسطس 2025) هو قاضٍ سابق  مصري بمجلس قضايا الدوله. اشتهر بعد إدانته في قضية مقتل زوجته الإعلامية شيماء جمال. ويُعد أول قاضٍ في مصر يصدر بحقه حكم بالإعدام بعد إدانته في جريمة قتل.

## قضية مقتل شيماء جمال
في يونيو 2022 أُبلغ عن اختفاء الإعلامية شيماء جمال، قبل أن تعثر السلطات المصرية على جثمانها مدفونًا داخل مزرعة في منطقة البدرشين بمحافظة الجيزة.
أشارت التحقيقات إلى تورط زوجها القاضي أيمن حجاج وشريكه حسين الغرابلي في قتلها عمدًا، بعد خلافات شخصية ومالية.

## المحاكمة
أُلقي القبض على المتهمين في يوليو 2022، وأحيلا إلى محكمة جنايات الجيزة.
في سبتمبر 2022 أحالت المحكمة أوراقهما إلى مفتي الجمهورية لإبداء الرأي الشرعي بشأن إعدامهما.
وفي يوليو 2024 أيدت محكمة النقض حكم الإعدام الصادر ضدهما، ليصبح الحكم باتًا ونهائيًا وغير قابل للطعن.

## تنفيذ الحكم
في 19 أغسطس 2025 نُفذ حكم الإعدام شنقًا بحق أيمن حجاج وشريكه حسين الغرابلي داخل أحد السجون المصرية، بعد استنفاد جميع درجات التقاضي.